# Les Églises-d’Argenteuil
Les Églises-d’Argenteuil település Franciaországban, Charente-Maritime megyében. Lakosainak száma 533 fő (2022. január 1.). Les Églises-d’Argenteuil Antezant-la-Chapelle, Paillé, Poursay-Garnaud, Saint-Pardoult, Saint-Pierre-de-Juillers, Varaize, Vervant és Rives-de-Boutonne községekkel határos.

## Népesség
A település népességének változása:
| Lakosok száma | 572  | 530  | 545  | 521  | 524  | 522  | 519  | 521  | 525  | 533  |
|               | 1968 | 1982 | 1990 | 2006 | 2013 | 2015 | 2017 | 2019 | 2020 | 2022 |